# 龙兴街道 (平顶山市)
龙兴街道，是中华人民共和国河南省平顶山市石龙区下辖的一个乡镇级行政单位。

## 行政区划
龙兴街道下辖以下地区：
东兴社区、兴梁社区、军营社区村和赵岭社区村。